# Zespół Szkół Kształtowania Środowiska i Agrobiznesu w Giżycku
Zespół Szkół Kształtowania Środowiska i Agrobiznesu w Giżycku, Technikum nr 1, potocznie TWM (czyt. te-wu-em) – jedna z trzech szkół średnich o profilu technicznym w Giżycku. 

## Historia[1]

### Okres międzywojenny
Od 1920 do 1945 w Lötzen działała szkoła rybacka, wówczas jako jedna z dwóch takich w Europie po szkole w czeskich Vodňanach. 

### Po II wojnie światowej
4 lutego 1946 powołano Niższą Szkołę Rybacką, jednak już 22 marca uczniowie pisemnie zwrócili się do Ministra Rolnictwa z prośbą o podniesienie placówki do stopnia szkoły średniej. W efekcie 1 września 1947 powstało Gimnazjum Rybackie przemianowane potem w Liceum Rybackie, a w 1950 stało się Państwowym Technikum Rybackim. Była to już druga w Polsce szkoła tego typu po szkole w Sierakowie. 
W tym samym czasie co NSR powstała też szkoła rolnicza – wówczas pierwsza w ówczesnym powiecie giżyckim, którą ulokowano w prywatnej czynszowej kamienicy przy ulicy Suwalskiej. Po dwóch latach, w roku 1948 przemianowano ją na Państwowe Liceum Ogólnokształcące z siedzibą przy ulicy Pionierskiej, natomiast w 1951 przeniesiono go do Iłowa Zielonogórskiegeo. 
W 1957 zlikwidowano Technikum Rybackie, w miejsce którego przeniesiono spod olsztyńskich Tuławek Technikum Wodnych Melioracji (w skrócie TWM, od którego wzięła się dzisiejsza potoczna nazwa obecnego ZSKŚiA). W 1959 utworzono Zasadniczą Szkołę Rybacką istniejącą przez kolejne 44 lata, do 2003. 
W roku szkolnym 1960/1961powstała Dwuletnia Szkoła Melioracyjna – w budynku na Smętka zrobiło się zbyt ciasnawo. Dlatego w roku 1961 przystąpiono do projektowania nowego gmachu szkoły. Nowo powstająca siedziba otrzymała lokalizację w kwartale przy zbiegu ulic dawnej I. Dyw. im. Tadeusza Kościuszki (obecnie T. Kościuszki) i Smętka. Prace na budowie zaczęto wiosną 1965 – w uzgodnieniu z wykonawcą robót budowlanych wszystkie wykopy pod fundamenty wykonała młodzież. 
We wrześniu 1967 ukończono budowę kompleksu. Przeprowadzka trwała trzy dni dzięki uczniom i ich nauczycielom więc szybko wrócono do nauki w nowych pracowniach. 
Wiosną 1968 zagospodarowano teren wokół szkoły sadząc żywopłot, drzewa, krzewy, kwiaty oraz siejąc trawę. 
W roku szkolnym 1968/1969 obok Technikum Wodnych Melioracji i Zespołu Szkół Rybackich powstało Pomaturalne Studium Techniczne, które przeobraziło się w Pomaturalne, a potem Policealne Studium Melioracji Wodnych – istniało do 1993. W budynku przy ul. Pionierskiej powstał Kursowy Ośrodek Szkolenia Rolniczego, a w nowym budynku szkolnym powstały:
| Nazwa szkoły                                        | Lata funkcjonowania |
| --------------------------------------------------- | ------------------- |
| Wieczorowe Technikum Rolnicze                       | 1974 - 1985         |
| Zasadnicza Szkoła Mechanizacji Robót Melioracyjnych | 1974 - 1994         |
| Technikum Mechanizacji Rolnictwa                    | 1979 - 1984         |
| Zasadnicza Szkoła Rolnicza                          | 1977 - 1999         |
| Technikum Rolnicze                                  | 1982 - 2000         |

W 1976 powołano Zespół Szkół Rolniczych. Z inicjatywy dyrektora Zbigniewa Rynkiewicza wskrzeszono w roku 1993 Technikum Rybactwa Śródlądowego, które stało się wiodącą szkołą tego typu w Polsce. W wyniku reformy edukacji w 1999 uczniowie zaczęli być kształceni w systemie 4-letnim, zamiast dotychczasowego 5-letniego cyklu kształcenia, którego ostatni rocznik opuścił mury Szkoły w 2005. Na wniosek dyrektora szkoły, uchwałą Rady Powiatu Giżyckiego z dnia 26 marca 2002, przekształcono Zespół Szkół Rolniczych na Zespół Szkół Kształtowania Środowiska i Agrobiznesu.

## Dyrektorzy
Obecnym dyrektorem od 2002 jest Jarosław Kulhawik. 

### Dyrektorzy szkoły
- 1953-1963 – Jan Heichel
- 1963-1981 – Zygmunt Jelec
- 1981-1985 – Alicja Dobrzyńska
- 1985-2002 – Zbigniew Rynkiewicz
- od 2002 – Jarosław Kulhawik

### Wicedyrektorzy szkoły
- Zygmunt Jelec
- Józef Łukaszewicz
- Witold Frąckiewicz
- Genowefa Wocial
- Małgorzata Chodunaj
- Zbigniew Rynkiewicz
- Krystyna Kralkowska
- Marian Gajda
- Andrzej Kowalski
- Dariusz Radziulewicz
- Robert Płatosz